# 澤崎凌大
澤崎 凌大（さわざき りょうた、2002年3月21日 - ）は、徳島県出身のプロサッカー選手。Jリーグ・FC大阪所属。ポジションはフォワード(FW)。

## 来歴
2024年に大阪学院大学からFC大阪に加入した。
2024年3月13日、JリーグYBCルヴァンカップ1回戦のいわきFC戦で公式戦デビュー。4月10日、J3第9節のヴァンラーレ八戸戦でリーグ戦デビューを果たし、4月20日の大阪サッカー選手権大会（天皇杯大阪予選）・準決勝の桃山学院大学戦でプロ入り後初ゴールを含む2得点を記録。6月9日、J3第16節の直接FKを決めて、カマタマーレ讃岐戦でJリーグ初得点を決めた。

## 所属クラブ
- 国府気延FC
- 徳島ヴォルティスジュニアユース
- 徳島ヴォルティスユース
- 大阪学院大学
- 2024年 -  FC大阪

## 個人成績
| 国内大会個人成績 | 国内大会個人成績 | 国内大会個人成績 | 国内大会個人成績 | 国内大会個人成績 | 国内大会個人成績 | 国内大会個人成績 | 国内大会個人成績 | 国内大会個人成績 | 国内大会個人成績 | 国内大会個人成績 | 国内大会個人成績 |
| 年度             | クラブ           | 背番号           | リーグ           | リーグ戦         | リーグ戦         | リーグ杯         | リーグ杯         | オープン杯       | オープン杯       | 期間通算         | 期間通算         |
| 年度             | クラブ           | 背番号           | リーグ           | 出場             | 得点             | 出場             | 得点             | 出場             | 得点             | 出場             | 得点             |
| 日本             | 日本             | 日本             | 日本             | リーグ戦         | リーグ戦         | リーグ杯         | リーグ杯         | 天皇杯           | 天皇杯           | 期間通算         | 期間通算         |
| ---------------- | ---------------- | ---------------- | ---------------- | ---------------- | ---------------- | ---------------- | ---------------- | ---------------- | ---------------- | ---------------- | ---------------- |
| 2024             | FC大阪           | 27               | J3               | 14               | 1                | 1                | 0                | -                | -                | 15               | 1                |
| 2025             | FC大阪           | 27               | J3               |                  |                  |                  |                  |                  |                  |                  |                  |
| 通算             | 日本             | 日本             | J3               | 14               | 1                | 1                | 0                | -                | -                | 15               | 1                |
| 総通算           | 総通算           | 総通算           | 総通算           | 14               | 1                | 1                | 0                | -                | -                | 15               | 1                |

その他の公式戦
- 2024年
  - 大阪サッカー選手権大会 1試合2得点

出場歴
- 公式戦初出場 - 2024年3月13日 ルヴァンカップ1stラウンド1回戦 vsいわきFC（東大阪市花園ラグビー場）
- Jリーグ初出場 - 2024年4月10日 J3第9節 vsヴァンラーレ八戸（東大阪市花園ラグビー場）
- 公式戦初得点 - 2024年4月20日 大阪サッカー選手権大会・準決勝 vs桃山学院大学（J-GREEN堺S1メインフィールド）
- Jリーグ初得点 - 2024年6月9日 J3第16節 vsカマタマーレ讃岐（Pikaraスタジアム）